# Lillian Oh
Lillian Oh fue la presidenta del Consejo del Condado de la Isla de Navidad entre 1993 y 1995.

## Carrera
Lillian Oh se mudó por primera vez a la Isla de Navidad para ayudar al Sindicato de Trabajadores de la Isla de Navidad a establecer una operación minera cooperativa dirigida por los trabajadores después de que el Gobierno australiano cerrara la mina dirigida por la Christmas Island Phosphate Mining Company. Ella se esforzó por garantizar que la nueva mina fuera más respetuosa con el medio ambiente que la operación anterior y más tarde declaró que "sólo bajo el control de los trabajadores la mina comenzó a cuidar el medio ambiente". Oh también colaboró en el Programa de Rehabilitación de la Selva Tropical de la Isla Christmas, un esfuerzo conjunto con los propietarios anteriores de la mina y la Agencia Australiana de Conservación de la Naturaleza, que funcionó desde 1989 para restaurar el hábitat natural del piquero de Abbott y el cangrejo rojo de la Isla de Navidad, que habían sido dañados por la minería. En septiembre de 1992, Oh fue elegido secretario general del sindicato.
Oh fue elegido presidente del Consejo del Condado de Christmas Island, el órgano de gobierno local de la isla, en mayo de 1993 y ocupó ese cargo hasta 1995. En marzo de 1995, planteó ante el Gobierno australiano la difícil situación de los solicitantes de asilo en la isla. Oh participó en la investigación de la Comisión de Subvenciones de la Commonwealth de la Isla de Navidad de 1995 sobre la calidad de la prestación de servicios públicos en la isla.